# هارتلی، کامبریا
هارتلی (به انگلیسی: Hartley) یک روستا و محله مدنی در بریتانیا است که در منطقه ادن واقع شده‌است. هارتلی ۱۳۸ نفر جمعیت دارد.